# Coppa del Mondo FIA GT 2023
La Coppa del Mondo FIA GT 2023 (formalmente SJM Macau GT Cup – FIA GT World Cup) è una gara di auto sportive Gran Turismo (GT) che si è tenuta sul Circuito di Guia a Macao dal 16 al 19 novembre. È stata la sesta edizione della Coppa del Mondo FIA GT e la tredicesima gara automobilistica per vetture GT3 che si tiene a Macao. L'evento è composto da due gare: una gara di qualificazione di 12 giri e un evento principale di 16 giri.

## Programma
| Data                  | Time (locale: UTC+8) | Time (Italia) | Evento                 |
| --------------------- | -------------------- | ------------- | ---------------------- |
| giovedì, 16 novembre  | 13:15                | 5:15          | Prove Libere 1         |
| giovedì, 16 novembre  | 17:10                | 9:10          | Prove Libere 2         |
| venerdì, 17 novembre  | 15:05                | 7:05          | Qualifiche             |
| sabato, 18 novembre   | 15:05                | 7:05          | Gara di qualificazione |
| domenica, 19 novembre | 13:25                | 5:25          | Gara                   |
| Note :                |                      |               |                        |

In Italia tutte le sessioni saranno trasmesse sul canale YouTube di Parc Fermé.

## Team e Piloti
Partecipano all'evento venti piloti, per cinque costruttori diversi (Audi, BMW, Ferrari, Mercedes e Porsche). Tredici piloti hanno licenza Platinum, due licenza Gold e cinque licenza Silver, con questi ultimi che gareggiano anche per un trofeo a parte.
| Costruttore  | Vettura                  | Team                                  | Nº  | Pilota                | Stato |
| ------------ | ------------------------ | ------------------------------------- | --- | --------------------- | ----- |
| Audi         | Audi R8 LMS Evo II       | FAW Audi Racing Team                  | 13  | Cheng Congfu          | S     |
| Audi         | Audi R8 LMS Evo II       | Audi Sport Asia Team Absolute         | 40  | Edoardo Mortara       | P     |
| Audi         | Audi R8 LMS Evo II       | Audi Sport Asia Team Absolute         | 41  | Christopher Haase     | P     |
| Audi         | Audi R8 LMS Evo II       | Uno Racing Team                       | 50  | Adderly Fong          | S     |
| BMW          | BMW M4 GT3               | Rowe Racing                           | 11  | Augusto Farfus        | P     |
| BMW          | BMW M4 GT3               | Team WRT                              | 32  | Sheldon van der Linde | P     |
| Ferrari      | Ferrari 296 GT3          | Harmony Racing                        | 51  | Daniel Serra          | P     |
| Ferrari      | Ferrari 488 GT3 Evo 2020 | Harmony Racing                        | 52  | Weian Chen            | S     |
| Mercedes-AMG | Mercedes-AMG GT3 Evo     | Mercedes-AMG Team Climax              | 2   | Jules Gounon          | P     |
| Mercedes-AMG | Mercedes-AMG GT3 Evo     | Mercedes-AMG Team Landgraf            | 48  | Raffaele Marciello    | P     |
| Mercedes-AMG | Mercedes-AMG GT3 Evo     | TORO Racing                           | 70  | Marchy Lee            | S     |
| Mercedes-AMG | Mercedes-AMG GT3 Evo     | Mercedes-AMG Team Craft-Bamboo Racing | 77  | Maro Engel            | P     |
| Mercedes-AMG | Mercedes-AMG GT3 Evo     | Mercedes-AMG Team Craft-Bamboo Racing | 91  | Daniel Juncadella     | P     |
| Porsche      | Porsche 911 GT3 R (992)  | Luanzhou International Circuit        | 15  | Alessio Picariello    | G     |
| Porsche      | Porsche 911 GT3 R (992)  | EBM - D2 Racing Team                  | 22  | Earl Bamber           | P     |
| Porsche      | Porsche 911 GT3 R (992)  | HubAuto Racing                        | 27  | Thomas Preining       | G     |
| Porsche      | Porsche 911 GT3 R (992)  | HubAuto Racing                        | 28  | Kévin Estre           | P     |
| Porsche      | Porsche 911 GT3 R (992)  | R&B Racing                            | 33  | Leo Ye Hongli         | S     |
| Porsche      | Porsche 911 GT3 R (992)  | TORO Racing                           | 99  | Laurens Vanthoor      | P     |
| Porsche      | Porsche 911 GT3 R (992)  | Absolute Racing                       | 120 | Matteo Cairoli        | P     |

Leggenda
| Icona | Stato    |
| ----- | -------- |
| P     | Platinum |
| G     | Gold     |
| S     | Silver   |

- I piloti con licenza Silver, oltre che per l'assoluta, gareggiano anche per il trofeo a loro riservato.

## Qualifiche

### Qualifiche
La qualifica decide la griglia di partenza per la Gara di qualificazione. 
| Pos   | #   | Pilota                | Marchio      | Team                           | Tempo    |
| ----- | --- | --------------------- | ------------ | ------------------------------ | -------- |
| 1     | 48  | Raffaele Marciello    | Mercedes-AMG | Team Landgraf                  | 2:14.542 |
| 2     | 40  | Edoardo Mortara       | Audi         | Asia Team Absolute             | 2:14.758 |
| 3     | 77  | Maro Engel            | Mercedes-AMG | Team Craft-Bamboo Racing       | 2:14.908 |
| 4     | 99  | Laurens Vanthoor      | Porsche      | TORO Racing                    | 2:15.045 |
| 5     | 32  | Sheldon van der Linde | BMW          | Team WRT                       | 2:15.216 |
| 6     | 91  | Daniel Juncadella     | Mercedes-AMG | Team Craft-Bamboo Racing       | 2:15.232 |
| 7     | 51  | Daniel Serra          | Ferrari      | Harmony Racing                 | 2:15.254 |
| 8     | 11  | Augusto Farfus        | BMW          | Rowe Racing                    | 2:15.435 |
| 9     | 22  | Earl Bamber           | Porsche      | EBM - D2 Racing Team           | 2:15.491 |
| 10    | 41  | Christopher Haase     | Audi         | Asia Team Absolute             | 2:15.593 |
| 11    | 120 | Matteo Cairoli        | Porsche      | Absolute Racing                | 2:15.637 |
| 12    | 15  | Alessio Picariello    | Porsche      | Luanzhou International Circuit | 2:15.729 |
| 13    | 28  | Kévin Estre           | Porsche      | HubAuto Racing                 | 2:15.743 |
| 14    | 27  | Thomas Preining       | Porsche      | HubAuto Racing                 | 2:16.016 |
| 15    | 33  | Leo Ye Hongli         | Porsche      | R&B Racing                     | 2:16.323 |
| 16    | 50  | Adderly Fong          | Audi         | Uno Racing Team                | 2:16.433 |
| 17    | 2   | Jules Gounon          | Mercedes-AMG | Team Climax                    | 2:16.632 |
| 18    | 13  | Cheng Congfu          | Audi         | FAW Racing Team                | 2:16.820 |
| 19    | 52  | Weian Chen            | Ferrari      | Harmony Racing                 | 2:16.889 |
| 20    | 70  | Marchy Lee            | Porsche      | TORO Racing                    | 2:20.623 |
| Note: |     |                       |              |                                |          |

### Gara di qualificazione
La gara di qualificazione decide la griglia di partenza per la Gara. 
| Pos                                   | #   | Pilota                | Marchio      | Team                           | Giri | Tempo     |
| ------------------------------------- | --- | --------------------- | ------------ | ------------------------------ | ---- | --------- |
| 1                                     | 48  | Raffaele Marciello    | Mercedes-AMG | Team Landgraf                  | 12   | 56:05.030 |
| 2                                     | 77  | Maro Engel            | Mercedes-AMG | Team Craft-Bamboo Racing       | 12   | +1.172    |
| 3                                     | 40  | Edoardo Mortara       | Audi         | Asia Team Absolute             | 12   | +1.843    |
| 4                                     | 11  | Augusto Farfus        | BMW          | Rowe Racing                    | 12   | +3.335    |
| 5                                     | 32  | Sheldon van der Linde | BMW          | Team WRT                       | 12   | +3.944    |
| 6                                     | 51  | Daniel Serra          | Ferrari      | Harmony Racing                 | 12   | +5.367    |
| 7                                     | 99  | Laurens Vanthoor      | Porsche      | TORO Racing                    | 12   | +6.045    |
| 8                                     | 41  | Christopher Haase     | Audi         | Asia Team Absolute             | 12   | +6.695    |
| 9                                     | 91  | Daniel Juncadella     | Mercedes-AMG | Team Craft-Bamboo Racing       | 12   | +7.263    |
| 10                                    | 22  | Earl Bamber           | Porsche      | EBM - D2 Racing Team           | 12   | +8.664    |
| 11                                    | 15  | Alessio Picariello    | Porsche      | Luanzhou International Circuit | 12   | +9.016    |
| 12                                    | 28  | Kévin Estre           | Porsche      | HubAuto Racing                 | 12   | +9.586    |
| 13                                    | 33  | Leo Ye Hongli         | Porsche      | R&B Racing                     | 12   | +10.636   |
| 14                                    | 13  | Cheng Congfu          | Audi         | FAW Racing Team                | 12   | +12.338   |
| 15                                    | 52  | Weian Chen            | Ferrari      | Harmony Racing                 | 12   | +12.846   |
| 16                                    | 2   | Jules Gounon          | Mercedes-AMG | Team Climax                    | 12   | +17.243   |
| 17                                    | 70  | Marchy Lee            | Porsche      | TORO Racing                    | 12   | +28.379   |
| 18                                    | 50  | Adderly Fong          | Audi         | Uno Racing Team                | 7    | Ritirato  |
| 19                                    | 120 | Matteo Cairoli        | Porsche      | Absolute Racing                | 0    | Ritirato  |
| 20                                    | 27  | Thomas Preining       | Porsche      | HubAuto Racing                 | 0    | Ritirato  |
| Giro veloce: Edoardo Mortara 2:16.593 |     |                       |              |                                |      |           |
| Note:                                 |     |                       |              |                                |      |           |

## Gara
| Pos                                | #   | Pilota                | Marchio      | Team                           | Giri | Tempo       | Griglia |
| ---------------------------------- | --- | --------------------- | ------------ | ------------------------------ | ---- | ----------- | ------- |
| 1                                  | 48  | Raffaele Marciello    | Mercedes-AMG | Team Landgraf                  | 16   | 38:35.554   | 1       |
| 2                                  | 40  | Edoardo Mortara       | Audi         | Asia Team Absolute             | 16   | 2.510       | 3       |
| 3                                  | 11  | Augusto Farfus        | BMW          | Rowe Racing                    | 16   | 4.295       | 4       |
| 4                                  | 51  | Daniel Serra          | Ferrari      | Harmony Racing                 | 16   | 6.018       | 6       |
| 5                                  | 91  | Daniel Juncadella     | Mercedes-AMG | Team Craft-Bamboo Racing       | 16   | 6.515       | 9       |
| 6                                  | 99  | Laurens Vanthoor      | Porsche      | TORO Racing                    | 16   | 7.796       | 7       |
| 7                                  | 41  | Christopher Haase     | Audi         | Asia Team Absolute             | 16   | 8.377       | 8       |
| 8                                  | 15  | Alessio Picariello    | Porsche      | Luanzhou International Circuit | 16   | 8.939       | 11      |
| 9                                  | 22  | Earl Bamber           | Porsche      | EBM - D2 Racing Team           | 16   | 13.172      | 10      |
| 10                                 | 33  | Leo Ye Hongli         | Porsche      | R&B Racing                     | 16   | 13.935      | 13      |
| 11                                 | 120 | Matteo Cairoli        | Porsche      | Absolute Racing                | 16   | 14.805      | 19      |
| 12                                 | 28  | Kévin Estre           | Porsche      | HubAuto Racing                 | 16   | 16.285      | 12      |
| 13                                 | 52  | Weian Chen            | Ferrari      | Harmony Racing                 | 16   | 19.829      | 15      |
| 14                                 | 2   | Jules Gounon          | Mercedes-AMG | Team Climax                    | 16   | 32.454      | 16      |
| 15                                 | 27  | Thomas Preining       | Porsche      | HubAuto Racing                 | 16   | 59.148      | 20      |
| 16                                 | 32  | Sheldon van der Linde | BMW          | Team WRT                       | 16   | 59.287      | 5       |
| 17                                 | 70  | Marchy Lee            | Porsche      | TORO Racing                    | 16   | 1:05        | 17      |
| 18                                 | 77  | Maro Engel            | Mercedes-AMG | Team Craft-Bamboo Racing       | 6    | Ritirato    | 2       |
| 19                                 | 13  | Cheng Congfu          | Audi         | FAW Racing Team                | 6    | Ritirato    | 14      |
| -                                  | 50  | Adderly Fong          | Audi         | Uno Racing Team                | -    | Non partiro | 18      |
| Giro veloce: Daniel Serra 2:16.593 |     |                       |              |                                |      |             |         |
| Note:                              |     |                       |              |                                |      |             |         |